# 健康いきいきワイド!!
『健康いきいきワイド!!』（けんこういきいきワイド）は、日本テレビ系列局ほかで放送された健康情報番組。ナチュラルグループの単独提供。日本テレビでは1985年10月4日から1986年3月28日まで、毎週金曜 10:30 - 11:25 (JST) に放送。
番組は、"Health" （ヘルス）よりも上向きな言葉である "Wellness" （ウェルネス）をテーマにしていた。放送開始当初は健康体操などを行っていたが、後に健康体操を廃止し、トーク中心の構成へと移行した。

## 司会

### 前期
- 吉田照美
- 山田邦子
- コント赤信号

### 後期
- 川津祐介
- 渡辺友子

## ネット局
- 日本テレビ
- 札幌テレビ
- 青森放送（※▲）
- テレビ岩手（※）
- ミヤギテレビ
- 秋田放送（※）
- 山形放送（※▲）
- 福島中央テレビ
- 山梨放送（※）
- テレビ新潟
- 信越放送（※◆）
- 静岡第一テレビ
- 北日本放送（※）
- 北陸放送（※◆）
- 福井放送（※▲）
- 中京テレビ
- 読売テレビ
- 日本海テレビ（※、当時▲）
- 広島テレビ
- 山口放送（※▲）
- 四国放送（※）
- 西日本放送
- 南海放送（※）
- 高知放送（※）
- 福岡放送
- テレビ長崎（※◇）
- 熊本県民テレビ
- テレビ大分（※◇、当時▲）
- 宮崎放送（※◆）
- 鹿児島テレビ（※◇）
- 沖縄テレビ（※◇）

無印=同時ネット局 ※=時差ネット局 ◆=TBS系列 ◇=フジテレビ系列 ▲=テレビ朝日系列
| 日本テレビ 金曜10:30 - 11:25枠                                                         | 日本テレビ 金曜10:30 - 11:25枠           | 日本テレビ 金曜10:30 - 11:25枠                                                     |
| 前番組                                                                                 | 番組名                                   | 次番組                                                                             |
| -------------------------------------------------------------------------------------- | ---------------------------------------- | ---------------------------------------------------------------------------------- |
| 時代劇シリーズ（ドラマ再放送枠） （月 - 金） 【金曜放送中断】 【ここまで関東ローカル】 | 健康いきいきワイド!! (1985.10 - 1986.03) | 時代劇シリーズ（ドラマ再放送枠） （月 - 金） 【金曜放送再開】 【再び関東ローカル】 |